# Nati il 23 agosto
| Questa pagina contiene informazioni ricavate automaticamente dalle voci biografiche con l'ausilio del template Bio e di un bot. L'aggiornamento è periodico e automatico e ricostruisce completamente la pagina. Se manca una persona in questa lista, sei pregato di non aggiungerla, ma accertati piuttosto che la sua voce biografica contenga il template Bio e che i dati anagrafici siano correttamente compilati. Se il template Bio manca, inseriscilo tu stesso o, in alternativa, metti l'avviso {{tmp\|Bio}} che ne segnala la mancanza. Se i dati riportati sono sbagliati, correggi direttamente la voce biografica; le modifiche saranno visibili in questa lista entro pochi giorni. Per chiarimenti vedi il progetto biografie. La lista contiene solo le 1.030 persone che sono citate nell'enciclopedia e per le quali è stato implementato correttamente il template Bio. Pagina aggiornata al 17 ago 2025. |

## XIV secolo(3)
- 1338 - Tvrtko I di Bosnia, sovrano bosniaco († 1391)
- 1348 - Girolamo Fiocchi, storico italiano († 1437)
- 1388 - Eberardo IV di Württemberg, conte tedesco († 1419)

## XV secolo(1)
- 1498 - Michele della Pace d'Aviz, principe († 1500)

## XVI secolo(7)
- 1504 - Francesca Salviati, nobildonna italiana
- 1517 - Francesco I di Lorena, duca francese († 1545)
- 1524 - François Hotman, giurista francese († 1590)
- 1579 - Thomas Dempster, storico e etruscologo scozzese († 1625)
- 1579 - Dorotea di Schwarzburg-Sondershausen, nobildonna tedesca († 1639)
- 1587 - Giovanni Federico del Palatinato-Sulzbach-Hilpoltstein, nobile tedesco († 1644)
- 1593 - Fulvio Testi, diplomatico e poeta italiano († 1646)

## XVII secolo(8)
- 1618 - Renato II Borromeo, nobile italiano († 1685)
- 1623 - Stanisław Lubieniecki, teologo, astronomo e storico polacco († 1675)
- 1646 - Giacomo Antonio Mannini, pittore italiano († 1742)
- 1649 - Camillo III Gonzaga, nobile italiano († 1727)
- 1655 - Filippo di Borbone-Vendôme, nobile francese († 1727)
- 1677 - Marie Anne Doublet, letterata francese († 1771)
- 1678 - Günther XLIII di Schwarzburg-Sondershausen, principe († 1740)
- 1683 - Giovanni Poleni, matematico, fisico e ingegnere italiano († 1761)

## XVIII secolo(31)
- 1703 - Robert James, medico inglese († 1776)
- 1719 - Pierre Poivre, missionario e botanico francese († 1786)
- 1725 - Daniele Filippo Farsetti, letterato italiano († 1787)
- 1728 - Gaetano II Sforza Cesarini, V principe di Genzano, principe e presbitero italiano († 1776)
- 1730 - James Hamilton, II conte di Clanbrassil, militare britannico († 1798)
- 1730 - Abel Seyler, banchiere, attore teatrale e regista teatrale svizzero († 1800)
- 1740 - Ivan VI di Russia, sovrano russo († 1764)
- 1741 - Jean-François de La Pérouse, navigatore, geografo e esploratore francese († 1788)
- 1747 - Pierre Marie Barthélemy Ferino, generale italiano († 1816)
- 1751 - Michele Natale, vescovo cattolico italiano († 1799)
- 1751 - Viviano Orfini, cardinale italiano († 1823)
- 1751 - Nikolaus Simrock, cornista e editore tedesco († 1832)
- 1754 - Luigi XVI di Francia, re († 1793)
- 1755 - Louis Marie Narbonne Lara, generale e diplomatico francese († 1813)
- 1760 - Anna Maria Schultheiss, nobile tedesco († 1840)
- 1761 - Gottlob Ernst Schulze, filosofo tedesco († 1833)
- 1766 - Louis Bertrand de Sivray, generale francese († 1850)
- 1766 - Johann Centurius Hoffmannsegg, botanico, entomologo e ornitologo tedesco († 1849)
- 1768 - Astley Cooper, chirurgo e anatomista inglese († 1841)
- 1769 - Georges Cuvier, biologo e naturalista francese († 1832)
- 1773 - Jakob Friedrich Fries, filosofo, fisico e matematico tedesco († 1843)
- 1776 - Josef Hoene-Wronski, filosofo polacco († 1853)
- 1777 - Adelaide di Borbone-Orléans, principessa francese († 1847)
- 1781 - John MacPherson Berrien, politico statunitense († 1856)
- 1781 - Friedrich Tiedemann, anatomista e fisiologo tedesco († 1861)
- 1797 - Adhémar Jean Claude Barré de Saint-Venant, matematico e ingegnere francese († 1886)
- 1798 - Paolo Emilio Demi, scultore italiano († 1863)
- 1798 - Antonio Novasconi, vescovo cattolico e politico italiano († 1867)
- 1798 - Giovanni Secco Suardo, restauratore italiano († 1873)
- 1800 - Evangelis Zappas, imprenditore e filantropo greco († 1865)
- 1800 - Federico di Schleswig-Holstein-Sonderburg-Augustenburg, nobile danese († 1865)

## XIX secolo(133)
- 1805 - Frederick Grey, militare britannico († 1878)
- 1806 - Henry Howard, II conte di Effingham, nobile, politico e militare britannico († 1889)
- 1807 - Albrecht Nostitz-Rieneck, politico austriaco († 1871)
- 1809 - Nikolaj Nikolaevič Murav'ëv-Amurskij, militare e diplomatico russo († 1881)
- 1810 - Filippo Maria Mignanti, abate, storico e religioso italiano († 1867)
- 1810 - Agostino Plutino, politico italiano († 1885)
- 1810 - Clemente de Caesaris, patriota e poeta italiano († 1877)
- 1811 - Auguste Bravais, fisico, cristallografo e meteorologo francese († 1863)
- 1812 - Fedele Fedeli, medico italiano († 1888)
- 1813 - Rudolf Köpke, storico tedesco († 1870)
- 1813 - János Simor, cardinale e arcivescovo cattolico ungherese († 1891)
- 1814 - James Roosevelt Bayley, arcivescovo cattolico statunitense († 1877)
- 1817 - Panfilo Serafini, storico e patriota italiano († 1864)
- 1818 - Adolphe Appian, pittore e incisore francese († 1898)
- 1819 - Ludwig Karl Schmarda, naturalista austriaco († 1908)
- 1820 - Camillo Zancani, patriota italiano († 1888)
- 1827 - Giovanni Battista Gandino, latinista italiano († 1905)
- 1829 - Moritz Cantor, matematico tedesco († 1920)
- 1830 - Alessandro Dal Bosco, missionario italiano († 1868)
- 1833 - Giovanni Capellini, geologo e paleontologo italiano († 1922)
- 1833 - Teresa Gnoli, poetessa e educatrice italiana († 1886)
- 1833 - Paolo Panceri, zoologo e anatomista italiano († 1877)
- 1836 - Charles Hitchcock, geologo statunitense († 1919)
- 1836 - Maria Enrichetta d'Asburgo-Lorena, regina belga († 1902)
- 1839 - George Clement Perkins, politico statunitense († 1923)
- 1839 - Antonio Tolomei, politico italiano († 1888)
- 1839 - Ignazio Zuccaro, vescovo cattolico italiano († 1913)
- 1840 - Gabriel von Max, pittore tedesco († 1915)
- 1842 - Karl Theodor von Heigel, storico tedesco († 1915)
- 1842 - Osborne Reynolds, fisico e ingegnere britannico († 1912)
- 1843 - Arthur Annesley, XI visconte Valentia, politico e ufficiale irlandese († 1927)
- 1844 - Angelo Annaratone, politico e patriota italiano († 1922)
- 1844 - Frederick Carrington, generale inglese († 1913)
- 1847 - Edoardo Negri de Salvi, militare e politico italiano († 1937)
- 1847 - Sarah Frances Whiting, fisica e astronoma statunitense († 1927)
- 1849 - William Ernest Henley, poeta, giornalista e editore britannico († 1903)
- 1850 - Salvatore Distefano Noce, avvocato e politico italiano († 1941)
- 1850 - Heinrich Gogarten, pittore tedesco († 1911)
- 1850 - Elvidio Salvarezza, prefetto e politico italiano († 1923)
- 1851 - Alois Jirásek, scrittore e politico ceco († 1930)
- 1852 - Domenico Ciampoli, scrittore, bibliotecario e traduttore italiano († 1929)
- 1852 - Arnold Toynbee, filosofo, storico e economista inglese († 1883)
- 1854 - Benedetto Cirmeni, politico e giornalista italiano († 1935)
- 1854 - Moritz Moszkowski, compositore e pianista polacco († 1925)
- 1855 - Louis Philip Adélard Langevin, arcivescovo cattolico canadese († 1915)
- 1855 - William Morrison, chimico e imprenditore scozzese († 1927)
- 1856 - Henri-Lucien Doucet, pittore francese († 1895)
- 1859 - Franz Porten, cantante lirico, regista e attore tedesco († 1932)
- 1859 - Wacław Szymanowski, scultore e pittore polacco († 1930)
- 1860 - Giuseppe Di Terranova Pignatelli, nobile e politico italiano († 1938)
- 1863 - Giovanni De Agostini, editore, geografo e cartografo italiano († 1941)
- 1863 - Georgij Michajlovič Romanov, nobile russo († 1919)
- 1864 - Luigi Devoto, medico e politico italiano († 1936)
- 1864 - Ernest Edward Kellett, scrittore inglese († 1950)
- 1864 - Eleutherios Venizelos, politico greco († 1936)
- 1865 - Mahmud Tarzi, politico, diplomatico e giornalista afghano († 1933)
- 1866 - Khengarji III, principe indiano († 1942)
- 1867 - Marcel Schwob, scrittore francese († 1905)
- 1867 - Edgar de Wahl, linguista estone († 1948)
- 1868 - Erik Boström, tiratore a segno svedese († 1932)
- 1868 - Dušan Jurkovič, architetto, designer e etnografo slovacco († 1947)
- 1868 - Edgar Lee Masters, poeta, scrittore e avvocato statunitense († 1950)
- 1868 - Paul Otlet, bibliografo belga († 1944)
- 1869 - James Rolph, politico statunitense († 1934)
- 1869 - Gerolamo Sommi Picenardi, politico italiano († 1926)
- 1870 - George Davis, giocatore di baseball e allenatore di baseball statunitense († 1940)
- 1870 - Walter Tammas, tiratore di fune britannico († 1952)
- 1871 - Temistocle Bernardi, diplomatico e politico italiano († 1962)
- 1871 - Jules Cronjager, direttore della fotografia tedesco († 1934)
- 1873 - Joseph Capgras, psichiatra francese († 1950)
- 1873 - Lino Vaccari, botanico italiano († 1951)
- 1875 - Adolf Brennecke, storico e archivista tedesco († 1946)
- 1875 - Howard Spencer, calciatore inglese († 1940)
- 1876 - Oscar Ghiglia, pittore italiano († 1945)
- 1877 - Alfred Rosmer, sindacalista, politico e storico statunitense († 1964)
- 1879 - Charley Morris, pugile britannico († 1959)
- 1879 - Harry Williams, compositore, regista e attore statunitense († 1922)
- 1880 - Aleksandr Grin, scrittore russo († 1932)
- 1880 - Lewis Ferry Moody, ingegnere meccanico statunitense († 1953)
- 1880 - Wyndham Standing, attore inglese († 1963)
- 1882 - Carlo Ferrarese, calciatore italiano († 1962)
- 1883 - Ernesto Belloni, imprenditore, chimico e politico italiano († 1938)
- 1883 - Luigi Fabris, scultore e ceramista italiano († 1952)
- 1883 - Luigi Marzoli, imprenditore italiano († 1965)
- 1883 - Jesse Pennington, calciatore inglese († 1970)
- 1883 - Jonathan Mayhew Wainwright IV, generale statunitense († 1953)
- 1883 - Oliviero Zuccarini, giornalista e politico italiano († 1971)
- 1884 - Olaf Syvertsen, ginnasta norvegese († 1964)
- 1885 - Ignazio Balla, giornalista, scrittore e traduttore ungherese († 1976)
- 1885 - Henry Tizard, scienziato britannico († 1959)
- 1886 - Josette Andriot, attrice francese († 1942)
- 1887 - Fridrich Arturovič Cander, ingegnere sovietico († 1933)
- 1887 - Albert Gutterson, lunghista statunitense († 1965)
- 1887 - Alvin Hansen, economista statunitense († 1975)
- 1888 - Wilhelm Behrens, generale tedesco († 1968)
- 1888 - Jacques Félix Emmanuel Bouxin, ammiraglio francese († 1977)
- 1888 - Arnaldo Frateili, poeta, scrittore e giornalista italiano († 1965)
- 1888 - Antoine Pol, poeta francese († 1971)
- 1888 - Alfred Sturm, generale tedesco († 1962)
- 1889 - Nils Ahnlund, storico svedese († 1957)
- 1889 - Hans Beyer, ginnasta norvegese († 1965)
- 1889 - George Canning, tiratore di fune britannico († 1955)
- 1889 - Alfred Lichtenstein, scrittore tedesco († 1914)
- 1889 - Herman Meyboom, pallanuotista belga
- 1890 - May Harrison, violinista e docente inglese († 1959)
- 1891 - Guglielmo Federico di Schleswig-Holstein, nobile († 1965)
- 1891 - Gaston Strobino, maratoneta statunitense († 1967)
- 1891 - Eberhard Weichold, ammiraglio tedesco († 1960)
- 1892 - Nissim de Camondo, aviatore e banchiere francese († 1917)
- 1892 - Karl von Weber, generale tedesco († 1941)
- 1893 - Antonio Cominotti, militare e aviatore italiano († 1918)
- 1894 - Edward H. Griffith, regista, sceneggiatore e produttore cinematografico statunitense († 1975)
- 1894 - Elisabetta di Urach, principessa tedesca († 1962)
- 1895 - Jean Bergeret, generale e politico francese († 1956)
- 1895 - David Dodd, economista e imprenditore statunitense († 1988)
- 1896 - Hubert von Meyerinck, attore tedesco († 1971)
- 1896 - Attilio Polato, pittore italiano († 1978)
- 1896 - Jacques Rueff, economista francese († 1978)
- 1897 - Nikolaj Grigor'evič Špikovskij, regista cinematografico ucraino († 1977)
- 1898 - Delfino Borroni, militare e supercentenario italiano († 2008)
- 1898 - Cynthia Curzon, politica inglese († 1933)
- 1898 - Joop van Hulzen, attore olandese († 1971)
- 1898 - Nanda Primavera, attrice e cantante italiana († 1995)
- 1899 - George Erskine, generale britannico († 1965)
- 1899 - Connie Jeans, nuotatrice britannica († 1984)
- 1899 - Otto Reinwald, attore tedesco († 1968)
- 1899 - Emil Solleder, alpinista tedesco († 1931)
- 1900 - Aldo Buscalferri, antifascista italiano († 1944)
- 1900 - Claudio Granzotto, francescano e scultore italiano († 1947)
- 1900 - Tone Kralj, scultore e pittore sloveno († 1975)
- 1900 - Ernst Křenek, compositore e direttore d'orchestra austriaco († 1991)
- 1900 - Domenico Morelli, architetto e ingegnere italiano († 1998)
- 1900 - Malvina Reynolds, cantautrice e attivista statunitense († 1978)

## XX secolo(831)
- 1901 - Karl Bechert, fisico e politico tedesco († 1981)
- 1901 - Giuseppe Di Donna, vescovo cattolico italiano († 1952)
- 1901 - William Hornbeck, montatore statunitense († 1983)
- 1901 - Jean Mariotti, scrittore francese († 1975)
- 1901 - Edvardas Mikučiauskas, calciatore lituano († 1986)
- 1902 - Paul Călinescu, regista e sceneggiatore rumeno († 2000)
- 1902 - Marino Dinucci, enigmista italiano († 1981)
- 1902 - Stanislas Lyonnet, presbitero e teologo francese († 1986)
- 1902 - Maurice Mandrillon, sciatore di pattuglia militare francese († 1981)
- 1902 - André Ryssen, calciatore francese († 1946)
- 1902 - Teresa Cristina di Sassonia-Coburgo-Koháry, principessa tedesca († 1990)
- 1902 - Ida Siekmann, attivista tedesca († 1961)
- 1903 - Laura Bianchini, politica e partigiana italiana († 1983)
- 1903 - Charles F. Brannan, politico statunitense († 1992)
- 1903 - John Gallaudet, attore statunitense († 1983)
- 1903 - Serge Golon, scrittore francese († 1972)
- 1904 - Amedeo Bignami, pilota automobilistico e imprenditore italiano († 1954)
- 1904 - Francesca Ciceri, antifascista e partigiana italiana († 1988)
- 1904 - Thelma Furness, attrice statunitense († 1970)
- 1904 - Corky McCorquodale, giocatore di poker statunitense († 1968)
- 1904 - Attilio Morini, politico e antifascista italiano († 1978)
- 1904 - William Primrose, violista e insegnante scozzese († 1982)
- 1904 - Stella Roman, soprano rumeno († 1992)
- 1904 - Raymond de Roover, storico belga († 1972)
- 1904 - Gloria Morgan Vanderbilt, socialite statunitense († 1965)
- 1905 - Phyllis King, tennista britannica († 2006)
- 1905 - Constant Lambert, compositore e direttore d'orchestra inglese († 1951)
- 1905 - Gino Pancheri, pittore italiano († 1943)
- 1905 - Constantin Rozanoff, militare e aviatore francese († 1954)
- 1906 - Kurts Ansons, calciatore lettone
- 1906 - Haydée Tamzali, attrice e giornalista tunisina († 1998)
- 1906 - Riccardo Fedel, partigiano italiano († 1944)
- 1906 - Luis Ortiz Monasterio, scultore messicano († 1990)
- 1906 - Zoltán Sárosy, scacchista e supercentenario ungherese († 2017)
- 1907 - Augusto Fiorucci, antifascista e partigiano italiano († 1944)
- 1907 - Finn Johannesen, calciatore norvegese († 1984)
- 1907 - Ettore Paratore, latinista italiano († 2000)
- 1907 - Raffaello Parenti, presbitero, matematico e paleontologo italiano († 1977)
- 1908 - Arthur Adamov, scrittore e drammaturgo francese († 1970)
- 1908 - Memmo Carotenuto, attore italiano († 1980)
- 1908 - Willi Eichhorn, canottiere tedesco († 1994)
- 1908 - Georg Svensson, pallanuotista svedese († 1970)
- 1909 - Leila Danette, attrice statunitense († 2012)
- 1909 - Giovanni Fortin, presbitero italiano († 1985)
- 1909 - Ruth Frith, discobola, giavellottista e martellista australiana († 2014)
- 1909 - Eva Justin, psicologa e antropologa tedesca († 1966)
- 1909 - Claudio Varese, critico letterario e filologo italiano († 2002)
- 1909 - Bernard Weinberg, critico letterario statunitense († 1973)
- 1910 - Hanna Berger, danzatrice, coreografa e insegnante austriaca († 1962)
- 1910 - Fernando Eusebio, calciatore italiano († 1997)
- 1910 - Jack King, pallanuotista australiano († 2000)
- 1910 - Giuseppe Meazza, calciatore, allenatore di calcio e dirigente sportivo italiano († 1979)
- 1910 - Pavel Nikolaevič Rak, militare sovietico († 1944)
- 1910 - Alfons Maria Stickler, cardinale e arcivescovo cattolico austriaco († 2007)
- 1911 - Anna Cattaneo, pattinatrice artistica su ghiaccio italiana († 2002)
- 1911 - Betty Robinson, velocista statunitense († 1999)
- 1911 - Birger Ruud, saltatore con gli sci e sciatore alpino norvegese († 1998)
- 1912 - Juan Antonio Ipiña, calciatore e allenatore di calcio spagnolo († 1974)
- 1912 - Gene Kelly, ballerino, attore e cantante statunitense († 1996)
- 1912 - Ingeborg Kummerow, antifascista tedesca († 1943)
- 1912 - Domingos Lopes, calciatore portoghese
- 1912 - Nelson Rodrigues, drammaturgo, scrittore e giornalista brasiliano († 1980)
- 1912 - Keith Vaughan, pittore e fotografo britannico († 1977)
- 1913 - Lilla Brignone, attrice e doppiatrice italiana († 1984)
- 1913 - Bob Crosby, cantante e attore statunitense († 1993)
- 1913 - Danilo Fioravanti, ginnasta e allenatore di ginnastica artistica italiano († 2007)
- 1913 - Rodrigo Flores, ingegnere e scacchista cileno († 2007)
- 1913 - Duane Swanson, cestista statunitense († 2000)
- 1914 - Egisto Malfatti, poeta, attore teatrale e cantautore italiano († 1997)
- 1914 - Karel Průcha, calciatore cecoslovacco († 1981)
- 1915 - Romolo Garroni, direttore della fotografia italiano († 2006)
- 1915 - Werner Grothmann, militare tedesco († 2002)
- 1915 - Giovanni Iannaccone, militare italiano († 1943)
- 1915 - Antonio Innocenti, cardinale e arcivescovo cattolico italiano († 2008)
- 1915 - Leo Pardi, etologo e zoologo italiano († 1990)
- 1916 - János Füzér, calciatore ungherese († 1990)
- 1916 - Manlio Guardabassi, attore, doppiatore e regista italiano († 1993)
- 1916 - Giusi Raspani Dandolo, attrice e doppiatrice italiana († 2000)
- 1918 - Anna Mani, fisica e meteorologa indiana († 2001)
- 1919 - Paolo Barbi, politico italiano († 2011)
- 1919 - Francisco Ferreira, calciatore portoghese († 1986)
- 1919 - Jolanda Gardino, mezzosoprano italiano († 2003)
- 1919 - Dries van der Lof, pilota automobilistico olandese († 1990)
- 1920 - Leo Marini, cantante e attore argentino († 2000)
- 1920 - Lionel Smith, calciatore inglese († 1980)
- 1921 - Kenneth Arrow, economista statunitense († 2017)
- 1921 - Franco Ossola, calciatore italiano († 1949)
- 1922 - Rolando Bugatti, imprenditore italiano († 1977)
- 1922 - Aridex Calligaris, calciatore italiano († 1993)
- 1922 - Tonia Carrero, attrice brasiliana († 2018)
- 1922 - Bernardo D'Arezzo, politico italiano († 1985)
- 1922 - Jean Darling, attrice, cantante e scrittrice statunitense († 2015)
- 1922 - Roland Dumas, avvocato e politico francese († 2024)
- 1922 - Eevi Huttunen, pattinatrice di velocità su ghiaccio finlandese († 2015)
- 1922 - George Kell, giocatore di baseball statunitense († 2009)
- 1922 - Giovanni Rapetti, poeta italiano († 2014)
- 1922 - Giorgio William Vizzardelli, serial killer italiano († 1973)
- 1922 - Nazik al-Mala'ika, poetessa irachena († 2007)
- 1923 - Roberto Bonchio, editore e scrittore italiano († 2010)
- 1923 - Edgar F. Codd, informatico britannico († 2003)
- 1923 - Balram Jakhar, politico indiano († 2016)
- 1923 - Guenter Lewy, storico tedesco
- 1923 - Emilio López, cestista messicano
- 1923 - Dino Menardi, giocatore di curling e hockeista su ghiaccio italiano († 2014)
- 1923 - Zofia Posmysz, scrittrice polacca († 2022)
- 1923 - Giancarlo Puecher Passavalli, partigiano italiano († 1943)
- 1923 - Raymundo Carvalho dos Santos, cestista brasiliano († 2011)
- 1923 - Eduardo Ramírez Villamizar, artista colombiano († 2004)
- 1924 - Natuzza Evolo, mistica italiana († 2009)
- 1924 - Redfern Froggatt, calciatore inglese († 2003)
- 1924 - Ephraim Kishon, scrittore, umorista e regista israeliano († 2005)
- 1924 - Inge Paulsen, calciatore norvegese († 2013)
- 1924 - Madeleine Riffaud, poetessa, giornalista e partigiana francese († 2024)
- 1924 - Robert Solow, economista statunitense († 2023)
- 1924 - Wang Danfeng, attrice cinese († 2018)
- 1925 - Lubomír Dobrý, allenatore di pallacanestro cecoslovacco († 2019)
- 1925 - Franca Maresa, attrice italiana († 2018)
- 1925 - Robert Mulligan, regista statunitense († 2008)
- 1925 - Silvano Tranquilli, attore e doppiatore italiano († 1997)
- 1926 - John Castellani, allenatore di pallacanestro statunitense († 2021)
- 1926 - Clifford Geertz, antropologo statunitense († 2006)
- 1927 - Dick Bruna, fumettista, disegnatore e illustratore olandese († 2017)
- 1927 - Walter Giller, attore tedesco († 2011)
- 1927 - Allan Kaprow, artista statunitense († 2006)
- 1927 - Ľubor Kresák, astronomo slovacco († 1994)
- 1927 - Graziella Magherini, psicoanalista italiana († 2023)
- 1927 - Mal McMullen, cestista statunitense († 1995)
- 1928 - Marie Noe, assassina seriale statunitense († 2016)
- 1928 - Marian Seldes, attrice statunitense († 2014)
- 1929 - Jacques Boigelot, regista belga († 2023)
- 1929 - Zoltán Czibor, calciatore ungherese († 1997)
- 1929 - Tommy Gambino, mafioso statunitense († 2023)
- 1929 - Vera Miles, attrice statunitense
- 1929 - Giuseppe Steiner, fondista italiano († 2007)
- 1929 - Peter Thomson, golfista australiano († 2018)
- 1930 - Renzo Accordi, ciclista su strada italiano († 2005)
- 1930 - Cabeção, calciatore brasiliano († 2020)
- 1930 - Andy Ireland, politico statunitense († 2024)
- 1930 - Edmund Koller, bobbista tedesco († 1998)
- 1930 - Michel Rocard, funzionario e politico francese († 2016)
- 1930 - Yair Tzaban, politico israeliano
- 1931 - Coccinelle, cantante, attrice e ballerina francese († 2006)
- 1931 - Barbara Eden, attrice e cantante statunitense
- 1931 - Alessandro Mazzoni, ingegnere aeronautico italiano († 2016)
- 1931 - Hamilton Smith, biologo statunitense
- 1931 - Pavao Tekavčić, linguista e italianista croato († 2007)
- 1931 - David Čerkasskij, regista e sceneggiatore sovietico († 2018)
- 1932 - Saverio Asprea, politico e giurista italiano († 2025)
- 1932 - Houari Boumédiène, politico e militare algerino († 1978)
- 1932 - Justín Javorek, allenatore di calcio e calciatore cecoslovacco († 2021)
- 1933 - Robert Curl, chimico statunitense († 2022)
- 1933 - Franco Ghiadoni, calciatore e allenatore di calcio italiano († 2019)
- 1933 - Adrian Jardine, ex velista britannico
- 1933 - Matteo Piredda, politico italiano
- 1933 - David White, allenatore di calcio e calciatore scozzese († 2013)
- 1933 - Pete Wilson, politico statunitense
- 1934 - Carlos Amigo Vallejo, cardinale, arcivescovo cattolico e teologo spagnolo († 2022)
- 1934 - Elvio Bizzaro, ex cestista italiano
- 1934 - Flavio Emoli, calciatore italiano († 2015)
- 1934 - Sonny Jurgensen, ex giocatore di football americano statunitense
- 1934 - Walter Mirabelli, ex calciatore italiano
- 1934 - Nélson Couto e Silva Marques Lisboa, cestista brasiliano († 2020)
- 1934 - Jean Wendling, ex calciatore francese
- 1934 - Nāyef bin ʿAbd al-ʿAzīz Āl Saʿūd, principe e politico saudita († 2012)
- 1935 - Stevan Bena, calciatore e allenatore di calcio jugoslavo († 2012)
- 1935 - Marcos Coll, calciatore e allenatore di calcio colombiano († 2017)
- 1935 - Mike Gambrill, pistard britannico († 2011)
- 1935 - Alberto Mariotti, ex calciatore argentino
- 1935 - Francesco Massaro, regista e sceneggiatore italiano
- 1935 - Armando Merodio, calciatore spagnolo († 2018)
- 1935 - Ricardo Pardo Zancada, militare spagnolo
- 1936 - Rudy Lewis, cantante statunitense († 1964)
- 1936 - Henry Lee Lucas, serial killer statunitense († 2001)
- 1936 - Milagros Ortiz Bosch, avvocato, imprenditrice e politica dominicana
- 1937 - Antonio Padoa-Schioppa, giurista e storico italiano
- 1938 - Giacomo Bini, presbitero e missionario italiano († 2014)
- 1938 - Donald J. Harris, economista giamaicano
- 1938 - Viva, attrice statunitense
- 1938 - Georgij Rjabov, calciatore sovietico († 2020)
- 1939 - Celestina Casapietra, soprano italiano († 2024)
- 1939 - Gianna Ghirri, ex cestista italiana
- 1939 - Evaristo Márquez, attore colombiano († 2013)
- 1939 - John Foster, giornalista e cantante italiano
- 1940 - Luciano Arcuri, psicologo italiano († 2024)
- 1940 - Tom Baker, attore statunitense († 1982)
- 1940 - Tony Bill, attore, regista e produttore cinematografico statunitense
- 1940 - Lolos Hasekidis, ex calciatore greco
- 1940 - Gianni Pettena, architetto, artista e storico dell'architettura italiano
- 1940 - Thomas Arthur Steitz, biochimico statunitense († 2018)
- 1941 - Rafael Albrecht, calciatore argentino († 2021)
- 1941 - Arfon Griffiths, allenatore di calcio e ex calciatore gallese
- 1941 - Bruno Loi, generale italiano
- 1941 - Rocky Roberts, cantante statunitense († 2005)
- 1941 - Svetlana Semёnova, saggista, filosofa e storica della letteratura russa († 2014)
- 1941 - Maria do Carmo Alves, politica e avvocata brasiliana († 2024)
- 1942 - Larry Brezner, produttore cinematografico statunitense († 2015)
- 1942 - Letta Mbulu, cantante sudafricana
- 1942 - Patricia McBride, ballerina e docente statunitense
- 1942 - Nancy Richey, ex tennista statunitense
- 1942 - Susana Vieira, attrice, danzatrice e showgirl brasiliana
- 1943 - Rodney Alcala, serial killer statunitense († 2021)
- 1943 - Raúl Cubas Grau, politico paraguaiano
- 1943 - Nelson DeMille, scrittore statunitense († 2024)
- 1943 - Reita Faria, modella indiana
- 1943 - Sandy Feher, ex calciatore ungherese
- 1943 - Pietro Giglio, giornalista italiano
- 1943 - Stanley Pons, chimico statunitense
- 1943 - Pino Presti, direttore d'orchestra, arrangiatore e bassista italiano
- 1943 - Patrizia Vicinelli, poetessa e attrice teatrale italiana († 1991)
- 1944 - Saira Banu, attrice indiana
- 1944 - Enzo Cainero, dirigente sportivo e calciatore italiano († 2023)
- 1944 - Roberto D'Aubuisson, politico e militare salvadoregno († 1992)
- 1944 - Augustin Deleanu, calciatore e dirigente sportivo rumeno († 2014)
- 1944 - Hiroshi Kobayashi, ex pugile giapponese
- 1944 - Meg Miners, ex nuotatrice rhodesiana
- 1944 - Antonia Novello, politica e medico statunitense
- 1945 - Tom Boerwinkle, cestista statunitense († 2013)
- 1945 - Carolyn House, ex nuotatrice statunitense
- 1945 - Stein Ingebrigtsen, cantante norvegese
- 1945 - Itchō Itō, politico giapponese († 2007)
- 1945 - Adaílton Ladeira, allenatore di calcio e ex calciatore brasiliano
- 1945 - Patti McGee, skater statunitense († 2024)
- 1945 - Rita Pavone, cantante, attrice e showgirl italiana
- 1945 - Bob Peck, attore britannico († 1999)
- 1945 - Rayfield Wright, giocatore di football americano statunitense († 2022)
- 1946 - Robert Irwin, storico, scrittore e orientalista britannico († 2024)
- 1946 - Keith Moon, batterista britannico († 1978)
- 1946 - Marcial Pina, ex calciatore spagnolo
- 1947 - Susanne Beck, attrice e doppiatrice tedesca
- 1947 - Walter Guggenberger, politico e funzionario austriaco
- 1947 - Wim van der Leegte, imprenditore olandese († 2023)
- 1947 - Jill O'Hara, attrice e cantante statunitense
- 1947 - David Robb, attore britannico
- 1947 - Willy Russell, drammaturgo, paroliere e compositore britannico
- 1947 - Terje Rypdal, chitarrista, compositore e musicista norvegese
- 1947 - Lex Schoenmaker, allenatore di calcio e ex calciatore olandese
- 1947 - Linda Thompson, cantante britannica
- 1948 - Mauro Bonanni, montatore italiano († 2022)
- 1948 - Kōstas Geōrgakīs, attivista greco († 1970)
- 1948 - Jurij Jechanurov, politico ucraino
- 1948 - Cynthia Kauffman, ex pattinatrice artistica su ghiaccio statunitense
- 1948 - Andrei Pleșu, filosofo, saggista e giornalista rumeno
- 1948 - Mama Béa Tekielski, cantautrice francese
- 1949 - John Chambers, informatico e dirigente d'azienda statunitense
- 1949 - William Lane Craig, filosofo e teologo statunitense
- 1949 - Goo Kennedy, cestista statunitense († 2020)
- 1949 - Zoran Knežević, astronomo serbo
- 1949 - Vicky Léandros, cantante greca
- 1949 - Shelley Long, attrice e comica statunitense
- 1949 - Klaus Mahlamäki, ex cestista finlandese
- 1949 - William Michael Mulvey, vescovo cattolico statunitense
- 1949 - Antonio Quistelli, lottatore italiano († 1998)
- 1949 - Carla Romanelli, attrice italiana
- 1949 - Rick Springfield, cantautore, musicista e attore australiano
- 1949 - Leslie Van Houten, criminale statunitense
- 1949 - Jacques Weber, attore francese
- 1950 - Luigi Delneri, ex calciatore italiano
- 1950 - Laurinda Hope Spear, architetto e designer statunitense
- 1950 - Marian Krzaklewski, politico polacco
- 1950 - Alexandru Moldovan, allenatore di calcio, ex calciatore e avvocato rumeno
- 1950 - Bah Ndaw, militare e politico maliano
- 1950 - Roza Otunbaeva, politica kirghisa
- 1950 - Giovanni Piconi, mafioso italiano
- 1951 - Allan Bristow, ex cestista, allenatore di pallacanestro e dirigente sportivo statunitense
- 1951 - Mark Hudson, produttore discografico e musicista statunitense
- 1951 - Jimi Jamison, cantante, chitarrista e pianista statunitense († 2014)
- 1951 - Achmat Kadyrov, politico, militare e religioso russo († 2004)
- 1951 - Kleiton & Kledir, cantante brasiliano
- 1951 - Nur di Giordania, regina statunitense
- 1951 - César Valverde, ex calciatore colombiano
- 1952 - Steven Brown, cantante e polistrumentista statunitense
- 1952 - Mac Cone, cavaliere canadese
- 1952 - Klaus-Dietrich Flade, ex astronauta tedesco
- 1952 - Carlos Alonso González, ex calciatore spagnolo
- 1952 - Geōrgios Paraschos, allenatore di calcio e ex calciatore greco
- 1952 - Sergio Pent, critico letterario e scrittore italiano
- 1952 - Ruggiero Quarto, politico italiano
- 1952 - Maurizio Salvi, direttore d'orchestra, tastierista e compositore italiano
- 1953 - Bolaji Badejo, attore nigeriano († 1992)
- 1953 - Hans Klinkhammer, ex calciatore tedesco
- 1953 - Artūras Paulauskas, politico lituano
- 1953 - John Rocha, stilista irlandese
- 1953 - Randy Williams, ex lunghista statunitense
- 1954 - Pablo Atchugarry, scultore uruguaiano
- 1954 - Mark Avsec, compositore statunitense
- 1954 - Philip Emeagwali, ingegnere, matematico e informatico nigeriano
- 1954 - Kamran Firouzpour, pallanuotista iraniano
- 1954 - Christian Hemmi, ex sciatore alpino svizzero
- 1954 - Graham Horn, calciatore inglese († 2012)
- 1954 - Marina Petrella, ex brigatista italiana
- 1954 - Cristina Tisot, ex sciatrice alpina italiana
- 1954 - Michael Tucker, cestista australiano († 2012)
- 1954 - Marc Vann, attore statunitense
- 1954 - Halimah Yacob, politica singaporiana
- 1955 - Reuven Amitai, orientalista statunitense
- 1955 - Ibrahim Aoudou, calciatore camerunese († 2022)
- 1955 - Brian Attley, ex calciatore gallese
- 1955 - Rodolfo Bergamo, ex altista italiano
- 1955 - Sean Byrne, calciatore irlandese († 2003)
- 1955 - Antonio Contiero, scrittore, poeta e fotografo italiano
- 1955 - Angelo Izzo, criminale italiano
- 1955 - Massimo Mancini, ex calciatore italiano
- 1956 - Fernando Botero Zea, economista, politico e imprenditore messicano
- 1956 - Karel Jarolím, allenatore di calcio e ex calciatore ceco
- 1956 - Paolo Morales, fumettista, sceneggiatore e disegnatore italiano († 2013)
- 1956 - Cris Morena, produttrice televisiva e sceneggiatrice argentina
- 1956 - Anthony Musumeci, ex giocatore di calcio a 5 australiano
- 1956 - Kumiko Okae, attrice, doppiatrice e conduttrice televisiva giapponese († 2020)
- 1956 - Skipp Sudduth, attore statunitense
- 1956 - David Wolf, astronauta e medico statunitense
- 1957 - Francesco Artese, artista italiano
- 1957 - Francesco Caio, dirigente d'azienda, dirigente pubblico e ingegnere italiano
- 1957 - Kim Goetz, cestista statunitense († 2008)
- 1957 - Tasos Mītropoulos, ex calciatore greco
- 1958 - Michael Jude Byrnes, arcivescovo cattolico statunitense († 2025)
- 1958 - Bianca Garavelli, scrittrice e critica letteraria italiana († 2021)
- 1958 - Bill Haslam, politico statunitense
- 1958 - John Baptist Lee Keh-mien, vescovo cattolico taiwanese
- 1958 - Fiorenzo Ramacci, militare italiano († 1992)
- 1958 - Dacre Stoker, scrittore e pentatleta canadese
- 1958 - Wang Shuo, scrittore, regista e attore cinese
- 1959 - John Adler, politico statunitense († 2011)
- 1959 - Juan Barbas, allenatore di calcio e ex calciatore argentino
- 1959 - Edwyn Collins, musicista e cantante scozzese
- 1959 - Norberto Mena, cestista messicano († 2017)
- 1959 - Peter Oppegard, ex pattinatore artistico su ghiaccio statunitense
- 1959 - Jorginho Putinatti, ex calciatore brasiliano
- 1959 - Quim, allenatore di calcio e ex calciatore portoghese
- 1959 - Mohamed Zran, regista e sceneggiatore tunisino
- 1960 - Arnaldo Bologni, cavaliere italiano
- 1960 - Peter Borg, ex cestista svedese
- 1960 - David Chiu, giocatore di poker cinese
- 1960 - Charles Edward Drennan, vescovo cattolico neozelandese
- 1960 - Ștefan Iovan, ex calciatore rumeno
- 1960 - Cesare Lodeserto, presbitero italiano
- 1960 - Guy Morgan, ex cestista statunitense
- 1960 - Julian Nott, compositore e direttore d'orchestra inglese
- 1960 - Chris Potter, attore canadese
- 1960 - Hubert Seiz, ex ciclista su strada svizzero
- 1960 - Mary Zimmerman, regista teatrale, drammaturga e librettista statunitense
- 1961 - Dean DeLeo, musicista statunitense
- 1961 - Alexandre Desplat, compositore francese
- 1961 - Erez Edelstein, allenatore di pallacanestro israeliano
- 1961 - Mohammad Bagher Ghalibaf, politico e militare iraniano
- 1961 - Roberto Grassilli, fumettista, illustratore e cantante italiano
- 1961 - Gary Mabbutt, ex calciatore inglese
- 1961 - Rune Rudberg, cantante norvegese
- 1962 - Nicolas Cuche, sceneggiatore, regista e attore francese
- 1962 - Tamao Hayashi, doppiatrice giapponese
- 1962 - Dean Karnazes, ultramaratoneta statunitense
- 1962 - Hassan Mohamed, ex calciatore emiratino
- 1962 - Paula Toller, cantante e cantautrice brasiliana
- 1962 - Viktor Zimin, politico russo († 2020)
- 1963 - Laura Flores, attrice, cantante e conduttrice televisiva messicana
- 1963 - Ed Gale, attore statunitense († 2025)
- 1963 - Michiko Fukushima, ex tiratrice a segno giapponese
- 1963 - Ron Holmes, giocatore di football americano statunitense († 2011)
- 1963 - Maksimilijan Matjaž, vescovo cattolico sloveno
- 1963 - Nader Mohammadkhani, ex calciatore iraniano
- 1963 - Park Chan-wook, regista, sceneggiatore e produttore cinematografico sudcoreano
- 1963 - Glória Pires, attrice brasiliana
- 1963 - Alberte Winding, cantante danese
- 1964 - Alëna Apina, cantante, compositore e conduttrice radiofonica russa
- 1964 - Khalil Azmi, ex calciatore marocchino
- 1964 - Johan Bruyneel, ex ciclista su strada e dirigente sportivo belga
- 1964 - Salvatore Cannavò, giornalista, editore e politico italiano
- 1964 - Roberta Del Core, ex canottiera italiana
- 1964 - Scott Franklin, politico statunitense
- 1964 - Bruno Gerber, bobbista svizzero
- 1964 - Annalisa Manduca, giornalista, conduttrice radiofonica e conduttrice televisiva italiana
- 1964 - Andy Rhodes, ex calciatore e allenatore di calcio scozzese
- 1965 - Roger Avary, sceneggiatore, regista e produttore cinematografico statunitense
- 1965 - Andrea Pucci, comico, cabarettista e attore italiano
- 1965 - Chris Bachalo, fumettista canadese
- 1965 - Carmine Antonio Catenazzo, organista, direttore di coro e direttore d'orchestra italiano
- 1965 - Helmut Ettl, economista austriaco
- 1965 - Mark Ingram, ex giocatore di football americano statunitense
- 1965 - Yūsuke Minoguchi, ex calciatore giapponese
- 1965 - Elizabeth Minter, ex tennista australiana
- 1965 - Ilija Trojanow, scrittore, traduttore e editore bulgaro
- 1965 - Flex Wheeler, culturista statunitense
- 1966 - Alberto Acosta, ex calciatore argentino
- 1966 - Charley Boorman, attore inglese
- 1966 - Marco Bracci, allenatore di pallavolo e ex pallavolista italiano
- 1966 - Lorenzo De Luca, scrittore e sceneggiatore italiano
- 1966 - Mario Galesi, terrorista italiano († 2003)
- 1966 - Christophe Galtier, allenatore di calcio e ex calciatore francese
- 1966 - Alexander König, ex pattinatore artistico su ghiaccio tedesco
- 1966 - Justin Lemberg, ex nuotatore australiano
- 1966 - Gianluca Luppi, allenatore di calcio e ex calciatore italiano
- 1966 - Eric Meyer, chitarrista e produttore discografico statunitense
- 1966 - Rik Smits, ex cestista olandese
- 1966 - Thuy Thu Le, attrice vietnamita
- 1967 - Dominic Antonelli, ex astronauta statunitense
- 1967 - Paola Celli, nuotatrice artistica e commentatrice televisiva italiana
- 1967 - Arturo Di Corinto, giornalista, saggista e attivista italiano
- 1967 - Andrius Mamontovas, cantautore lituano
- 1967 - Cedella Marley, scrittrice e imprenditrice giamaicana
- 1967 - Kazumi Totaka, compositore giapponese
- 1968 - Alex Britti, cantautore e chitarrista italiano
- 1968 - Paolo Broccatelli, terrorista italiano
- 1968 - Cortez Kennedy, giocatore di football americano statunitense († 2017)
- 1968 - Eric McArthur, ex cestista statunitense
- 1968 - Monica Migliori, doppiatrice italiana
- 1968 - Hajime Moriyasu, allenatore di calcio e ex calciatore giapponese
- 1968 - Greg Pak, fumettista e regista statunitense
- 1968 - Kim Schrier, politica statunitense
- 1969 - Dimitri Chomucha, ex calciatore e allenatore di calcio turkmeno
- 1969 - Errol Damelin, imprenditore sudafricano
- 1969 - Sabrina De Camillis, politica italiana
- 1969 - Kari Lake, politica e giornalista statunitense
- 1969 - Martin Minski, compositore di scacchi tedesco
- 1969 - Erzsébet Márkus, ex sollevatrice ungherese
- 1969 - Enrico Poitschke, dirigente sportivo e ex ciclista su strada tedesco
- 1969 - Hannes Reinmayr, ex calciatore austriaco
- 1969 - Folco Terzani, regista, scrittore e sceneggiatore italiano
- 1969 - Aggelos Tsolakīs, ex calciatore cipriota
- 1970 - Veronica Cannizzaro, attrice, doppiatrice e conduttrice televisiva italiana
- 1970 - Ben Eine, writer inglese
- 1970 - Lawrence Frank, allenatore di pallacanestro e dirigente sportivo statunitense
- 1970 - Brad Mehldau, pianista statunitense
- 1970 - Jay Mohr, attore e comico statunitense
- 1970 - Nikolai Starikov, scrittore e politico russo
- 1970 - River Phoenix, attore, musicista e attivista statunitense († 1993)
- 1970 - Jeff Stern, ex cestista statunitense
- 1971 - Demetrio Albertini, dirigente sportivo e ex calciatore italiano
- 1971 - Luigi Bugiardini, allenatore di calcio e ex calciatore italiano
- 1971 - Aaron Douglas, attore canadese
- 1971 - Hugh Douglas, ex giocatore di football americano statunitense
- 1971 - Loïc Druon, ex calciatore francese
- 1971 - Alessandro Hellmann, scrittore italiano
- 1971 - Filippo Medri, allenatore di calcio e ex calciatore italiano
- 1971 - Damiano Pippi, ex pallavolista italiano
- 1971 - Gretchen Whitmer, politica statunitense
- 1972 - Davran Babaev, ex calciatore kirghiso
- 1972 - Erika Bella, ex attrice pornografica ungherese
- 1972 - Mauro Bonomi, ex calciatore italiano
- 1972 - Stephen Bradley, trombettista, tastierista e cantante statunitense
- 1972 - Roberto Giulio Cassiano, compositore italiano
- 1972 - Vanessa Galipoli, attrice e conduttrice televisiva italiana
- 1972 - Souad Massi, cantautrice e musicista algerina
- 1972 - Khemraj Naiko, ex altista mauriziano
- 1972 - Anna Orlova, ex slittinista lettone
- 1972 - Anamarija Petričević, ex nuotatrice croata
- 1972 - Petter Christian Singsaas, ex calciatore norvegese
- 1972 - Oleksandr Svitlyčnyj, ex ginnasta ucraino
- 1972 - Manuel Vidrio, allenatore di calcio e ex calciatore messicano
- 1973 - Morris Corti, disc jockey e produttore discografico italiano
- 1973 - Joey Cramer, attore canadese
- 1973 - Jürgen Kauz, ex calciatore austriaco
- 1973 - Juan Manuel Márquez, pugile messicano
- 1973 - Ulrich Schmack, imprenditore e dirigente d'azienda tedesco
- 1973 - Eduardo Sepulveda Puerto, schermidore spagnolo
- 1973 - Charlotte Smith, ex cestista e allenatrice di pallacanestro statunitense
- 1973 - Chelsi Smith, modella statunitense († 2018)
- 1973 - Giovanni Vernia, comico, attore e conduttore radiofonico italiano
- 1973 - Lukáš Vydra, ex mezzofondista ceco
- 1973 - Olena Župina, tuffatrice ucraina
- 1974 - Eddy Baggio, ex calciatore italiano
- 1974 - Dritan Baholli, allenatore di calcio e ex calciatore albanese
- 1974 - Toni Brunner, politico svizzero
- 1974 - Ovidiu Cernăuțeanu, cantante rumeno
- 1974 - Rebecca Cotton, ex cestista neozelandese
- 1974 - Francesco Ferrari, pallanuotista italiano
- 1974 - Gunvor Guggisberg, cantante svizzera
- 1974 - Lorenzo Lazzari, ex mezzofondista italiano
- 1974 - Benjamin Limo, ex mezzofondista e maratoneta keniota
- 1974 - Fabio Macellari, allenatore di calcio e ex calciatore italiano
- 1974 - Matteo Mantero, politico italiano
- 1974 - Lexi Alexander, regista, sceneggiatrice e produttrice cinematografica tedesca
- 1974 - Konstantin Novosëlov, fisico russo
- 1974 - Demetrio Paolin, scrittore italiano
- 1974 - Ray Park, attore, stuntman e artista marziale britannico
- 1974 - Makoto Raiku, fumettista giapponese
- 1974 - Shifty Shellshock, cantante e rapper statunitense († 2024)
- 1974 - Kenan Simambe, calciatore zambiano († 1993)
- 1974 - Serhij Žadan, scrittore ucraino
- 1975 - Mark Angel, ex calciatore inglese
- 1975 - Fabio Carpani, pilota motociclistico italiano
- 1975 - Marco Ciriello, scrittore e giornalista italiano
- 1975 - Gustavo Endres, dirigente sportivo e ex pallavolista brasiliano
- 1975 - Barbora Garbová, ex cestista slovacca
- 1975 - José Félix Guerrero, ex calciatore spagnolo
- 1975 - Naoya Kikuchi, allenatore di hockey su ghiaccio e ex hockeista su ghiaccio giapponese
- 1975 - Sean Leary, alpinista e base jumper statunitense († 2014)
- 1975 - Sean Marks, ex cestista, allenatore di pallacanestro e dirigente sportivo neozelandese
- 1975 - Miguel Francisco Pereira, ex calciatore angolano
- 1975 - Salvatore Pinna, allenatore di calcio e ex calciatore italiano
- 1975 - Jarkko Ruutu, ex hockeista su ghiaccio finlandese
- 1975 - Abdelhalim Sayah, ex cestista algerino
- 1976 - Giuseppe Anastasi, cantautore italiano
- 1976 - Simone Bossi, ex politico italiano
- 1976 - Scott Caan, attore, sceneggiatore e regista statunitense
- 1976 - LaTasha Colander, ex velocista e ostacolista statunitense
- 1976 - Bartal Eliasen, ex calciatore faroese
- 1976 - Pat Garrity, ex cestista e dirigente sportivo statunitense
- 1976 - Jafar Irismetov, ex calciatore uzbeko
- 1976 - Dai Koyamada, arrampicatore giapponese
- 1976 - Kate Markgraf, allenatrice di calcio e ex calciatrice statunitense
- 1976 - Nu:Tone, musicista e produttore discografico britannico
- 1977 - Yoann Bigné, ex calciatore francese
- 1977 - Nicole Bobek, ex pattinatrice artistica su ghiaccio statunitense
- 1977 - Gianmarco Buttazzo, ex mezzofondista italiano
- 1977 - Andrea Conti, allenatore di calcio e ex calciatore italiano
- 1977 - Francisco Gabriel Guerrero, ex calciatore argentino
- 1977 - Kobna Holdbrook-Smith, attore ghanese
- 1977 - Kenta Miyake, doppiatore giapponese
- 1977 - Igor' Petrenko, attore russo
- 1977 - Jelena Rozga, cantante pop croata
- 1977 - Luis Rubiales, ex calciatore e dirigente sportivo spagnolo
- 1977 - Douglas Sequeira, ex calciatore costaricano
- 1978 - Paolo Bert, fondista di corsa in montagna italiano
- 1978 - Aleksej Bondarenko, ex ginnasta russo
- 1978 - Kobe Bryant, cestista statunitense († 2020)
- 1978 - Julian Casablancas, cantautore e musicista statunitense
- 1978 - Georgi Čilikov, allenatore di calcio e ex calciatore bulgaro
- 1978 - Joachim Cooder, batterista, percussionista e tastierista statunitense
- 1978 - Russell Downing, ex ciclista su strada e pistard britannico
- 1978 - Vladan Kujović, ex calciatore serbo
- 1978 - Aleksandr Makarov, ex calciatore russo
- 1978 - Francesco Martinelli, schermidore italiano
- 1978 - Ghenadie Olexici, ex calciatore moldavo
- 1978 - Andrew Rannells, attore e cantante statunitense
- 1978 - Morena Salvino, attrice, personaggio televisivo e ex modella italiana
- 1978 - Ṙomik Xačatryan, ex calciatore armeno
- 1978 - Jeanne You, pianista sudcoreana
- 1979 - Actress, disc jockey e musicista inglese
- 1979 - Jessica Bibby, ex cestista australiana
- 1979 - Saskia Clark, velista britannica
- 1979 - Clare Grant, attrice, produttrice cinematografica e ex modella statunitense
- 1979 - Nichola Mallon, politica britannica
- 1979 - Alessandro Mannarino, cantautore italiano
- 1979 - Bahia Mouhtassine, ex tennista marocchina
- 1979 - Edgar Daniel Núñez, ex calciatore honduregno
- 1979 - Bilal, cantautore, produttore discografico e musicista statunitense
- 1979 - Pierre Paquin, ex sciatore alpino francese
- 1979 - Kenny Pavey, ex calciatore inglese
- 1980 - Amanda Adrienne, attrice, modella e fotografa statunitense
- 1980 - Daniel Barritt, copilota di rally britannico
- 1980 - Oana-Gianina Bulai, politica rumena
- 1980 - Rohanee Cox, ex cestista australiana
- 1980 - Bronwyn Eagles, ex martellista australiana
- 1980 - Orsolya Englert, ex cestista ungherese
- 1980 - Jonathan Fortune, ex calciatore inglese
- 1980 - Joanne Froggatt, attrice britannica
- 1980 - Jérôme Giraudo, pilota motociclistico francese
- 1980 - Rex Grossman, ex giocatore di football americano statunitense
- 1980 - Stéphane Konaté, ex cestista ivoriano
- 1980 - Maryna Krės, ex cestista bielorussa
- 1980 - Fabio Pasini, ex fondista italiano
- 1980 - Petra Štampalija, ex cestista croata
- 1980 - Mikko Vilmunen, ex calciatore finlandese
- 1981 - Akira, attore, cantante e ballerino giapponese
- 1981 - Ljubov Al'oškina, ex cestista ucraina
- 1981 - Serge Ayeli, ex calciatore ivoriano
- 1981 - Osvaldo Barsottini, allenatore di calcio e ex calciatore argentino
- 1981 - Carlos Cuéllar, ex calciatore spagnolo
- 1981 - Tony Dobbins, ex cestista e allenatore di pallacanestro statunitense
- 1981 - Brice Kabengele, ex cestista romeno
- 1981 - Stephan Loboué, ex calciatore tedesco
- 1981 - Carmen Luvana, ex attrice pornografica statunitense
- 1981 - Manuel Schmid, ex calciatore austriaco
- 1981 - Tat'jana Veškurova, velocista russa
- 1981 - Éverton dos Santos Figueredo, allenatore di calcio a 5 e ex giocatore di calcio a 5 brasiliano
- 1982 - Domagoj Abramović, ex calciatore croato
- 1982 - Daniel Blomgren, ex calciatore svedese
- 1982 - Viktor Buraev, ex marciatore russo
- 1982 - Greta Cicolari, pallavolista e giocatrice di beach volley italiana
- 1982 - Daniela Collu, conduttrice radiofonica e conduttrice televisiva italiana
- 1982 - Natalie Coughlin, nuotatrice statunitense
- 1982 - Alan Dunne, ex calciatore irlandese
- 1982 - Felice Evacuo, ex calciatore italiano
- 1982 - Siniša Linić, ex calciatore croato
- 1982 - Steven MacLean, ex calciatore scozzese
- 1982 - Flori Mumajesi, cantante, cantautore e produttore discografico albanese
- 1982 - Emmanuel Osei, ex calciatore ghanese
- 1982 - Roland Schlosser, schermidore austriaco
- 1982 - Jan Siewert, allenatore di calcio e ex calciatore tedesco
- 1982 - Cristian Tudor, calciatore rumeno († 2012)
- 1982 - Brandon Tyler, attore statunitense
- 1982 - Trevor Wright, attore e modello statunitense
- 1983 - Daniele Cacia, ex calciatore italiano
- 1983 - James Michael Collins, ex calciatore gallese
- 1983 - Fu Haifeng, giocatore di badminton cinese
- 1983 - Ruta Gedmintas, attrice britannica
- 1983 - Annie Ilonzeh, attrice statunitense
- 1983 - Orial Kolaj, pugile albanese
- 1983 - Sergej Kud'-Sverčkov, cosmonauta russo
- 1983 - Valentina Massi, modella italiana
- 1983 - Alexandra Müller, ex cestista tedesca
- 1983 - Emmanuel Noruega, calciatore macaense
- 1983 - Carlos Richetti, giocatore di baseball dominicano
- 1983 - Wayne Sandilands, allenatore di calcio e ex calciatore sudafricano
- 1983 - Andrés Sandoval, ex cestista statunitense
- 1983 - Luca Scassa, pilota motociclistico italiano
- 1983 - João Souza, schermidore brasiliano
- 1983 - Bruno Spengler, pilota automobilistico canadese
- 1983 - Marianne Steinbrecher, pallavolista brasiliana
- 1983 - Bogdan Straton, ex calciatore rumeno
- 1983 - Sun Mingming, ex cestista cinese
- 1983 - Jack Tuijp, ex calciatore olandese
- 1983 - Agustín Viana, ex calciatore uruguaiano
- 1983 - Chimel Vita, ex giocatore di calcio a 5 congolese (Repubblica Democratica del Congo)
- 1984 - Délis Ahou, ex calciatore nigerino
- 1984 - Giulia Anania, cantautrice, scrittrice e paroliera italiana
- 1984 - Martijn Barto, ex calciatore olandese
- 1984 - Lidya Chepkurui, siepista keniota
- 1984 - Sezgin Coşkun, allenatore di calcio e ex calciatore turco
- 1984 - Matías Fritzler, ex calciatore argentino
- 1984 - Peria Jerry, giocatore di football americano statunitense
- 1984 - Thomas Job, ex calciatore camerunese
- 1984 - Glen Johnson, ex calciatore inglese
- 1984 - Erdal Kılıçaslan, ex calciatore tedesco
- 1984 - Valdonė Petrauskaitė, pallavolista lituana
- 1984 - Sassy, batterista giapponese
- 1984 - Ashley Williams, ex calciatore gallese
- 1985 - 'Fadzilah Lubabul Bolkiah, principessa bruneiana
- 1985 - Nick Covington, ex cestista statunitense
- 1985 - Muhamed Džakmić, ex calciatore bosniaco
- 1985 - Valerija Luk'janova, modella, musicista e showgirl ucraina
- 1985 - Stephen Miller, funzionario statunitense
- 1985 - Jure Močnik, ex cestista sloveno
- 1985 - Adrian Molina, animatore, sceneggiatore e regista statunitense
- 1985 - Nadim Naaman, attore e cantante inglese
- 1985 - Marcus Piehl, nuotatore svedese
- 1985 - Albert Sàbat, ex cestista e allenatore di pallacanestro spagnolo
- 1985 - Damien Tibéri, ex calciatore francese
- 1985 - Marc Tierney, ex calciatore inglese
- 1985 - Valerio Vicerè, ex rugbista a 15 e dirigente sportivo italiano
- 1986 - Mawugbe Atsu, calciatore togolese
- 1986 - Christine Day, velocista giamaicana
- 1986 - Evandro Goebel, ex calciatore brasiliano
- 1986 - Kim Feenstra, modella e attrice olandese
- 1986 - Aitor Fernández López, ex calciatore spagnolo
- 1986 - Dimar López, pallavolista portoricano
- 1986 - Andra, cantante rumena
- 1986 - Romaric Perche, attore francese
- 1986 - Giuseppe Rossini, calciatore italiano
- 1986 - Jennifer Simpson, mezzofondista e siepista statunitense
- 1986 - Marine Tondelier, politica francese
- 1986 - Lucas Vila, hockeista su prato argentino
- 1986 - Catarina Wallenstein, attrice portoghese
- 1986 - Vic Wild, snowboarder statunitense
- 1987 - Murielle Ahouré-Demps, velocista ivoriana
- 1987 - Benja, calciatore spagnolo
- 1987 - Sebastiaan Bowier, ciclista olandese
- 1987 - Thomas Briels, hockeista su prato belga
- 1987 - Javier Castillo, scrittore spagnolo
- 1987 - Darren Collison, ex cestista statunitense
- 1987 - Rafael Costa, calciatore brasiliano
- 1987 - Edwin Cubillo, giocatore di calcio a 5 costaricano
- 1987 - Ermal Fejzullahu, cantante kosovaro
- 1987 - Carlos Fonseca, calciatore portoghese
- 1987 - Mădălina Gojnea, tennista rumena
- 1987 - Shamela Hampton, ex cestista statunitense
- 1987 - Juan Pablo Miño, calciatore argentino
- 1987 - Josip Projić, ex calciatore serbo
- 1987 - Cai Yi Zhen, attrice taiwanese
- 1987 - Zhang Lu, calciatore cinese
- 1988 - Michail Alojan, pugile russo
- 1988 - Jane Channell, skeletonista canadese
- 1988 - Alice Glass, cantante canadese
- 1988 - Kristen Gutoskie, attrice canadese
- 1988 - Carl Hagelin, hockeista su ghiaccio svedese
- 1988 - Vol'ha Havarcova, tennista bielorussa
- 1988 - Vaani Kapoor, attrice indiana
- 1988 - Mike Könnecke, calciatore tedesco
- 1988 - Jeremy Lin, cestista statunitense
- 1988 - Alon Mandel, nuotatore israeliano
- 1988 - Kim Matula, attrice statunitense
- 1988 - John Mintoff, ex calciatore maltese
- 1988 - Judd Molea, calciatore salomonese
- 1988 - Victor Nyirenda, calciatore malawiano
- 1988 - Ksenija Popova, nuotatrice russa
- 1988 - Yvan Rajoarimanana, calciatore malgascio
- 1988 - Saulius Ritter, canottiere lituano
- 1988 - Daniel Schwaab, ex calciatore tedesco
- 1989 - Adel Al Hosani, calciatore emiratino
- 1989 - Giacomo Camplone, arbitro di calcio italiano
- 1989 - Nicholas Crow, cestista italiano
- 1989 - Matías Defederico, ex calciatore argentino
- 1989 - Simone Gonin, giocatore di curling italiano
- 1989 - Shohei Iwamoto, pentatleta giapponese
- 1989 - Greg Jenkins, giocatore di football americano statunitense
- 1989 - Lianne La Havas, cantautrice e musicista inglese
- 1989 - Trixie Mattel, personaggio televisivo, cantautore e comico statunitense
- 1989 - Kacie Oliver, ex calciatrice statunitense
- 1989 - Athīna Papafōtiou, pallavolista greca
- 1989 - Alan Ruschel, calciatore brasiliano
- 1989 - Anželika Savrajuk, ex ginnasta ucraina
- 1989 - Sidnei, calciatore brasiliano
- 1989 - Maki Takada, cestista giapponese
- 1989 - Dương Trương Thiên Lý, modella vietnamita
- 1989 - Kyle Weems, cestista statunitense
- 1990 - Alan Aguerre, calciatore argentino
- 1990 - Ryan Broekhoff, ex cestista australiano
- 1990 - A. G. Cook, musicista inglese
- 1990 - Seth Curry, cestista statunitense
- 1990 - Rui Jorge Farto Correia, calciatore portoghese
- 1990 - Rodrigo Germade, canoista spagnolo
- 1990 - Geġam Harutyunyan, ex calciatore armeno
- 1990 - Taysom Hill, giocatore di football americano statunitense
- 1990 - Ian Hummer, cestista statunitense
- 1990 - Mariama Jamanka, bobbista e ex martellista tedesca
- 1990 - Darko Jukić, cestista danese
- 1990 - Andrej Koreškov, artista marziale misto russo
- 1990 - Casey Krueger, calciatrice statunitense
- 1990 - Reimond Manco, calciatore peruviano
- 1990 - Ali Pakdaman, schermidore iraniano
- 1990 - Laureano Rosas, ciclista su strada argentino
- 1990 - Čaba Silađi, nuotatore serbo
- 1990 - Nercely Soto, velocista venezuelana
- 1990 - Stefan Spirovski, calciatore macedone
- 1990 - Josefina Sruoga, hockeista su prato argentina
- 1990 - Kendall Wesenberg, skeletonista statunitense
- 1991 - Jennifer Abel, tuffatrice canadese
- 1991 - Norlla Amiri, ex calciatore afghano
- 1991 - Fabián Balbuena, calciatore paraguaiano
- 1991 - Derek Cooke, cestista statunitense
- 1991 - Line Jensen, calciatrice danese
- 1991 - José Leguizamón, calciatore paraguaiano
- 1991 - Ewelina Lisowska, cantante polacca
- 1991 - Jake Manley, attore canadese
- 1991 - Laura O'Sullivan, calciatrice gallese
- 1991 - Iiro Pakarinen, hockeista su ghiaccio finlandese
- 1991 - Brenno Placido, attore italiano
- 1991 - Nadia Reid, cantautrice neozelandese
- 1991 - Philip Türpitz, calciatore tedesco
- 1991 - Kiryl Vjarhejčyk, ex calciatore bielorusso
- 1992 - Nicola Docherty, calciatrice britannica
- 1992 - Cameron Erving, giocatore di football americano statunitense
- 1992 - Sjarhej Hljabko, calciatore bielorusso
- 1992 - Mads Hvilsom, ex calciatore danese
- 1992 - Mamuka Kobakhidze, calciatore georgiano
- 1992 - Mërgim Krasniqi, calciatore svedese
- 1992 - Henri Junior Ndong, calciatore gabonese
- 1992 - Lennard Sowah, calciatore tedesco
- 1992 - Andrea Traini, cestista italiano
- 1993 - Sebastián Cristóforo, calciatore uruguaiano
- 1993 - Tyler Glasnow, giocatore di baseball statunitense
- 1993 - August Grey, wrestler statunitense
- 1993 - Henrique Roberto Rafael, calciatore brasiliano
- 1993 - Arutjun Kivirjai, cosmonauta russo
- 1993 - Junior Lokosa, calciatore nigeriano
- 1993 - Iván López Mendoza, ex calciatore spagnolo
- 1993 - Winnie Nanyondo, mezzofondista ugandese
- 1993 - Roos de Jong, canottiera olandese
- 1993 - Ásta Eir Árnadóttir, calciatrice islandese
- 1994 - August Ames, attrice pornografica canadese († 2017)
- 1994 - Roberto Bellarosa, cantante belga
- 1994 - Taylor Decker, giocatore di football americano statunitense
- 1994 - Richard Gadze, calciatore ghanese
- 1994 - Dara Howell, sciatrice freestyle canadese
- 1994 - Nicolás Ibáñez, calciatore argentino
- 1994 - Emre Kılınç, calciatore turco
- 1994 - Shōya Nakajima, calciatore giapponese
- 1994 - Jusuf Nurkić, cestista bosniaco
- 1994 - Dominik Raschner, sciatore alpino austriaco
- 1994 - Francesca Reale, attrice statunitense
- 1994 - Kristina Topuzović, cestista serba
- 1994 - Marcin Wasielewski, calciatore polacco
- 1994 - Hyūga Watanabe, pilota motociclistico giapponese
- 1994 - Lisa Zaiser, ex nuotatrice austriaca
- 1994 - Zhang Liting, ex cestista cinese
- 1994 - Igor Julião, calciatore brasiliano
- 1995 - Brooke Andersen, martellista statunitense
- 1995 - Rolandas Baravykas, calciatore lituano
- 1995 - Kevin Broll, calciatore tedesco
- 1995 - Chrissy Costanza, cantautrice statunitense
- 1995 - David Djigla, calciatore beninese
- 1995 - Pará, calciatore brasiliano
- 1995 - Edith Frances, cantautrice canadese
- 1995 - Răzvan Grădinaru, calciatore rumeno
- 1995 - Shinnosuke Hatanaka, calciatore giapponese
- 1995 - Vlada Kubassova, calciatrice estone
- 1995 - Gabriela Lee, tennista romena
- 1995 - Cecilie Uttrup Ludwig, ciclista su strada danese
- 1995 - Nahuel Luján, calciatore argentino
- 1995 - Trace McSorley, giocatore di football americano statunitense
- 1995 - Kenny Moore, giocatore di football americano statunitense
- 1995 - Cameron Norrie, tennista britannico
- 1995 - Mattie Rogers, sollevatrice statunitense
- 1995 - Dani Romera, calciatore spagnolo
- 1995 - Milan Šimčák, calciatore slovacco
- 1996 - Keenan Evans, cestista statunitense
- 1996 - Manoubi Haddad, calciatore francese
- 1996 - Yōsuke Ideguchi, calciatore giapponese
- 1996 - Andy Kawaya, ex calciatore belga
- 1996 - Nogaye Lo Sylla, cestista spagnola
- 1996 - Matthew Millar, calciatore australiano
- 1996 - William Perrett, pistard e ciclista su strada britannico
- 1996 - Xavi Quintillà, calciatore spagnolo
- 1996 - Navid Rezaeifar, cestista iraniano
- 1996 - Rosefelo Siosi, mezzofondista salomonese
- 1996 - Ten Tonnes, cantante britannico
- 1997 - Graeme Fish, pattinatore di velocità su ghiaccio canadese
- 1997 - Egor Geraščenko, danzatore russo
- 1997 - Achsarbek Gulajev, lottatore slovacco
- 1997 - Chloe Cherry, ex attrice pornografica statunitense
- 1997 - Etta, rapper finlandese
- 1997 - Óscar Melendo, calciatore spagnolo
- 1997 - Romel Morales, calciatore colombiano
- 1997 - Santiago Rodríguez, calciatore argentino
- 1997 - Lazaros Rota, calciatore greco
- 1997 - Juan Soriano, calciatore spagnolo
- 1997 - Emma White, ex pistard, ciclista su strada e ciclocrossista statunitense
- 1997 - Lil Yachty, rapper statunitense
- 1998 - Gabriel Bitar, calciatore libanese
- 1998 - Alejandro de la Cruz, ginnasta cubano
- 1998 - Sherel Floranus, calciatore olandese
- 1998 - Leki Fotu, giocatore di football americano statunitense
- 1998 - Morten Hulgaard, ex ciclista su strada danese
- 1998 - Fernando Juárez, calciatore argentino
- 1998 - Aleksej Kenjajkin, calciatore russo
- 1998 - Kamohelo Mahlatsi, calciatore sudafricano
- 1998 - Lena Papadakis, tennista tedesca
- 1998 - Bryan Reyna, calciatore peruviano
- 1998 - P.J. Washington, cestista statunitense
- 1999 - Francis Amuzu, calciatore ghanese
- 1999 - Anders Halland Johannessen, ciclista su strada, mountain biker e ciclocrossista norvegese
- 1999 - Tobias Halland Johannessen, ciclista su strada, ciclocrossista e mountain biker norvegese
- 1999 - Yerkebulan Shamukhanov, pattinatore di short track kazako
- 1999 - Ignasi Vilarrasa, calciatore spagnolo
- 1999 - Joe Wieskamp, cestista statunitense
- 2000 - Jakorian Bennett, giocatore di football americano statunitense
- 2000 - Florian Grengbo, pistard francese
- 2000 - Borjana Kalejn, ginnasta bulgara
- 2000 - André Ricardo, calciatore portoghese
- 2000 - Trần Tiểu Vy, modella vietnamita
- 2000 - Devin Vassell, cestista statunitense
- 2000 - Zhu Chenjie, calciatore cinese

## XXI secolo(15)
- 2001 - Ivan Brnić, calciatore croato
- 2001 - Jaume Cuéllar, calciatore spagnolo
- 2001 - Manuel Agustín Duarte, calciatore argentino
- 2001 - Abdoul Tapsoba, calciatore burkinabé
- 2001 - Marco Tilio, calciatore australiano
- 2001 - Renārs Varslavāns, calciatore lettone
- 2002 - Nabil Aberdin, calciatore francese
- 2002 - Arthur Cazaux, tennista francese
- 2002 - Adam Obert, calciatore slovacco
- 2002 - Adam Stejskal, calciatore ceco
- 2004 - Erik Belshaw, saltatore con gli sci statunitense
- 2004 - Ilay Feingold, calciatore israeliano
- 2004 - Frederick Lubin, pilota automobilistico britannico
- 2004 - Troy Podmilsak, sciatore freestyle statunitense
- 2005 - Júlia Soares, ginnasta brasiliana

## Senza anno specificato(1)
- Daniela Rossi, costumista, stilista e scenografa italiana